# Hamvas H. Sándor
Hamvas H. Sándor, szül. Hutter (Szlatina, 1896. július 12. – Budapest, 1967. november 4.) író, újságíró, szociográfus.

## Élete
Hutter Sámuel és Dózsa Anna fia. A Tanácsköztársaság idején vörösőr volt, 1920-ban emigrált, 1929-ben tért haza, s ekkor került kapcsolatba a munkásmozgalommal. Illegális brosúrákat fordított Dózsa Sándor álnéven. 1932-től 1942-ig a Népszava munkatársa volt, közben álnéven a Tolnai Világlapja is közölte elbeszéléseit. 1945 után a Szabadság, 1946-1948 között Szabad Nép, később a Szabad Magyarország, 1950-től a Friss Újság, 1951–1953 között az Építők Lapja publicistája volt.
1935–1943 között mintegy 150 kis terjedelmű ponyvát adott közre, leginkább az Alex H. Ash néven írt vadnyugati történetei voltak ismertek. Időnként más szerzők is kölcsönvették azokat, ill. saját műveit fordításokként tüntette föl. Bűnügyi és romantikus történeteket is írt Anthony Aldan, Helma Furrier, illetve Szűcs Vilma álnéven.
Második felesége Gollub Mária Vilma volt, akit 1941. március 6-án Budapesten, a Józsefvárosban vett nőül.

## Művei
- Az utca. Novellák; szerzői, Budapest, 1930
- Budapest VII., Szövetség-ucca 17b. Regény; Gyarmati, Budapest, 1933 [szociográfia]
- Alex H. Ash: Ázsia sötét lelke. Regény; ford. Hamvas Sándor; Hellas, Budapest, 1935 (Szivárvány)
- Ének a mi anyánkról; Nőmunkás, Budapest, 1936 (Nőmunkás regények)
- Szűcs Vilma: Ártatlan vagyok! Regény; Hellas Ny., Budapest, 1936 (Szivárvány)
- Panamai pokol regény; Hellas Ny., Budapest, 1936 (Szivárvány)
- Helma Furrier: A Rubikoff-ügy regény; ford. Szűcs Vilma; Hellas Ny., Budapest, 1936 (Szivárvány)
- Alex H. Ash: Acél őfelsége regény; ford. Hamvas H. Sándor; Hellas Ny., Budapest, 1936 (Szivárvány)
- Alex H. Ash: Az ördögsziget fantomja; Stádium Ny., Budapest, 1936 (Tarka regénytár)
- Helma Furrier: Gyémántvadászok. Regény; Hellas Ny., Budapest, 1936 (Szivárvány)
- Helma Furrier: A vörös hajó regény; ford. Szűcs Vilma; Hellas Ny., Budapest, 1936 (Szivárvány)
- Két test – egy lélek. Regény; Hellas Ny., Bp., 1936 (Szivárvány)
- Szűcs Vilma: Az ősvilág szigete. Regény; Hellas Ny., Budapest, 1936 (Szivárvány)
- Alex H. Ash: A durangói futár. Regény; A Mai Nap, Budapest, 1936 (Gong. A Mai Nap könyvtára)
- Alex H. Ash: Éjféli őrjárat. Regény; Mai Nap, Budapest, 1937 (Gong. A Mai Nap könyvtára)
- Alex H. Ash: Arany sátán. Regény; A Mai Nap, Budapest, 1937 (Gong. A Mai Nap könyvtára)
- Emberi bestiák. Regény; Hellas, Budapest, 1937
- Alex H. Ash: A floretai halállégió. Regény; ford. Hamvas Sándor; Hellas Ny., Budapest, 1937 (Szivárvány)
- Amerika asszonya. Regény; Hellas Ny., Budapest, 1937 (Szivárvány)
- Ember az ingoványban. Regény; Hellas Ny., Budapest, 1937 (Szivárvány)
- A legnagyobb nyeremény. Regény; Hellas Ny., Budapest, 1937 (Szivárvány)
- Szűcs Vilma: Láthatatlan istenek. Regény; Hellas Ny., Budapest, 1937 (Szivárvány)
- Alex H. Ash: A tűzliliom; Stádium Ny., Budapest, 1938 (Tarka regénytár)
- Rémület. Regény; Hellas, Budapest, 1938
- Szücs Vilma: Fehér halál birodalma. Regény; Hellas, Budapest, 1938
- Szücs Vilma: Az utolsó éjszaka. Regény; Hellas, Budapest, 1938
- A lázadó. Regény; Hellas, Budapest, 1938
- Vészmadár. Regény; Hellas, Budapest, 1938
- Tűzexpressz. Regény; Általános Ny., Budapest, 1938 (Friss Újság Színes Regénytára)
- Szücs Vilma: A sápadt párduc halála. Regény; Hellas, Budapest, 1938
- Az éneklő szikla. Regény; szerzői, Budapest, 1938
- Szücs Vilma: Trunk-express. Regény; szerzői, Budapest, 1938
- Szücs Vilma: A sápadt párduc. Regény; Hellas, Bp., 1938
- A dollárkirálynő nyakéke. Regény; szerzői, Bp., 1938
- Alex H. Ash: A kék gyémánt; Stádium Ny., Bp., 1938 (Tarka regénytár)
- A repülő sorsjegy. Regény; Általános Ny., Bp., 1939 (Friss Újság Színes Regénytára)
- Duff, a fekete párduc. Regény; szerzői, Bp., 1939
- Ítél a cowboy. Regény; szerzői, Bp., 1939
- Alex H. Ash: A halálcowboy; Közművelődési Könyv- és Hírlapterjesztő Kft., Bp., 1939
- Alex H. Ash: Ártatlan bankrabló; Közművelődési Könyv- és Hírlapterjesztő Kft., Bp., 1939
- Alex H. Ash: Molly eltűnik; Közművelődési Könyv- és Hírlapterjesztő Kft., Bp., 1939
- Alex H. Ash: A száguldó bosszú. Regény; Közművelődési Könyv- és Hírlapterjesztő Kft., Bp., 1939
- Alex H. Ash: Az arizónai farkas; fordítói, Bp., 1939
- Szücs Vilma: A halál katonái. Regény; szerzői, Bp., 1939
- Szücs Vilma: A nevadai rejtély. Regény; szerzői, Bp., 1939
- Üzent a préri. Regény; szerzői, Bp., 1939
- Szűcs Vilma: A fekete cowboy. Regény; szerzői, Bp., 1939
- Arany a prérin. Regény; szerzői, Bp., 1939
- Alex H. Ash: A cowboy brigád; Közművelődési Könyv- és Hírlapterjesztő, Bp., 1939
- Szücs Vilma: Via Budapest. Regény; szerzői, Bp., 1939
- A cowboy bosszúja. Regény; szerzői, Bp., 1939
- Alaszkai éjszaka. Regény; szerzői, Bp., 1939
- Szücs Vilma: Ég a préri. Regény; szerzői, Bp., 1939
- Alex H. Ash: Kék hegy titka; ford. Hamvas H. Sándor; szerzői, Bp., 1939
- A mesterhegedűs. Regény; szerzői, Bp., 1939
- Szücs Vilma: Egymillió dollár. Regény; szerzői, Bp., 1939
- Szücs Vilma: Broadway melody. Regény; szerzői, Bp., 1939
- Zúg a Missouri. Regény; szerzői, Bp., 1939
- A préri hőse. Regény; Általános Ny., Bp., 1939 (Friss Újság Színes Regénytára)
- Az ezüst cowboy. Regény; szerzői, Bp., 1939
- A nagy hegyek fiai. Regény; szerzői, Bp., 1939
- A prérifarkas. Regény; szerzői, Bp., 1939
- Szücs Vilma: A texasi lovas. Regény; szerzői, Bp., 1939
- Gyötrelmek földje. Regény; Általános Ny., Bp., 1939 (Friss Újság Színes Regénytára)
- Alex H. Asch: Tigriskölyök; Közművelődési Könyv- és Hírlapterjesztő Kft., Bp., 1940
- A magányos cowboy. Regény; Általános Ny., Bp., 1940 (Friss Újság Színes Regénytára)
- Alex H. Ash: A prérisakál; Közművelődési kft., Bp., 1940
- Alex H. Ash: Az ezüst Colt. Regény; Közművelődési kft., Bp., 1940
- Alex H. Ash: Láthatatlan banditák; Közművelődési kft., Bp., 1940
- Fekete örvény. Regény; szerzői, Bp., 1940
- Szücs Vilma: Üldözők és üldözöttek. Regény; szerzői, Bp., 1940
- Alex H. Ash: A menekülő cowboy. Regény; Közművelődési kft., Bp., 1940
- Alex H. Ash: Az ezüstálarcos; Közművelődési kft., Bp., 1940
- Alex H. Ash: A serif végrendelete. Regény; szerzői, Bp., 1940
- Alex H. Ash: A nőstényördög. Regény; szerzői, Bp., 1940
- Alex H. Ash: A tizennyolcéves sheriff; Közművelődési Kft., Bp., 1940
- Szücs Vilma: Ki ölte meg Harpert? Regény; szerzői, Bp., 1940
- Szücs Vilma: A 7 álarcos bandita. Regény; szerzői, Bp., 1940
- Szücs Vilma: Ítélet. Regény; szerzői, Bp., 1940
- Szücs Vilma: A montanai cowboy. Regény; szerzői, Bp., 1940
- Az oregoni bandita. Regény; szerzői, Bp., 1940
- Alex H. Ash: A magányos farkas. Regény; szerzői, Bp., 1940
- Kanadai farkasok. Regény; szerzői, Bp., 1940
- Alex H. Ash: Montanai banditák; Közművelődési kft., Bp., 1940
- Alex H. Ash: A prérisakál visszatér; Közművelődési Kft., Bp., 1940
- Alex H. Ash: A két álarcos bandita. Regény; Közművelődési Kft., Bp., 1940
- Alex H. Ash: A vörös sherif. Regény; Közművelődési kft., Bp., 1940
- Alex H. Ash: A texasi medve; Közművelődési Kft., Bp., 1940
- Alex H. Ash: A vörös sheriff visszatér. Regény; Közművelődési Könyv- és Hírlapterjesztő Kft., Bp., 1940
- Helma Furier: Az arany cowboy. Regény; szerzői, Bp., 1940
- Szücs Vilma: Hajnali sortűz; szerzői, Bp., 1940
- Szudáni légió. Regény; szerzői, Bp., 1940
- Alex H. Ash: Sheriff a csapdában; Budapest Közművelődési könyv- és hírlapterjesztő Kft., 1940
- Alex H. Ash: Szárnyas banditák; Közművelődési kft., Bp., 1940
- Alex H. Ash: Éjféli támadás; Közművelődési kft., Bp., 1940
- Szűcs Vilma: Texasi őrjárat. Regény; szerzői, Bp., 1940
- Szökés észak felé. Regény; szerzői, Bp., 1940
- A halálhajó különös története. Regény; szerzői, Bp., 1940
- Szücs Vilma: Éjféli találkozás. Regény; szerzői, Bp., 1940
- Alex H. Ash: Az oregoni sátán; Közművelődési Kft., Bp., 1940
- Alex H. Ash: Az "ezüst" express; Közművelődési Kft., Bp., 1940
- Alex H. Ash: A montanai tigris; Közművelődési könyv- és hírlapterjesztő kft., Bp., 1940
- Alex H. Ash: A vörös kakas; Közművelődési könyv- és hírlapterjesztő Kft., Bp., 1940
- Alex H. Ash: Tom Jersey eltűnik; Közművelődési könyv- és hírlapterjesztő Kft., Bp., 1940
- Alex H. Ash: Álarcos cowboy; Közművelődési könyv- és hírlapterjesztő, Bp., 1940
- Alex H. Ash: A szoknyás sheriff; Közművelődési könyv- és hírlapterjesztő Kft., Bp., 1940
- Alex H. Ash: Heten a halál ellen; Aurora, Bp., 1941 (Aurora könyvek)
- Alex H. Ash: A vasálarcos visszatér; Központi Könyvkiadó, Bp., 1941 (10 filléres regény)
- Cowboy a városban. Regény; Általános Ny., Bp., 1941 (Friss Újság Színes Regénytára)
- A cowboy öröksége. Regény; Általános Ny., Bp., 1941 (Friss Újság Színes Regénytára)
- Alex H. Ash: A tizennégyes erőd. Regény; Aurora, Bp., 1941
- Anthony Aldan: Cowboy a kelepcében; Duna, Budapest, 1941
- Alex H. Ash: Támadás éjfélkor; szerzői, Budapest, 1941
- Alex H. Ash: Az ifjabb "farkas". Regény; Rozs Kálmán, Budapest, 1941
- Alex H. Ash: Cowboy-becsület; szerzői, Budapest, 1941
- Alex H. Ash: Az arizonai farmer. Regény; Közművelődési Könyv- és Hírlapterjesztő, Bp., 1941
- Alex H. Ash: Tom Jersey Arizonában. Regény; Közművelődési Könyv- és Hírlapterjesztő, Bp., 1941
- Alex H. Ash: A sánta sátán. Regény; Közművelődési Könyv- és Hírlapterjesztő, Bp., 1941
- Alex H. Ash: Az utolsó pillanatban; Rozs Kálmán, Bp., 1941
- Alex H. Ash: A hatujjú Jim. Regény; Közművelődési Könyv- és Hírlapterjesztő, Bp., 1941
- Alex H. Ash: A halálkelepce. Regény; Közművelődési Könyv- és Hírlapterjesztő, Bp., 1941
- Alex H. Ash: A fekete sheriff; Aurora, Budapest, 1941
- Alex H. Ash: A halál lovasai; szerzői, Budapest, 1941
- Alex H. Ash: A texasi tanító; szerzői, Budapest, 1941
- Alex H. Ash: Gyémánt a prérin. Regény; Közművelődési Kft., Budapest, 1941
- Alex H. Ash: Tom Jersey feltámad. Regény; Közművelődési Kft., Budapest 1941
- Alex H. Ash: A nagy fogás; Közművelődési Kft., Bp., 1941
- Alex H. Ash: Aranybanditák; Modern Könyvterjesztő Vállalat, Bp., 1941
- Alex H. Ash: A sheriff bankár. Regény; Közművelődési Könyv- és Hírlapterjesztő Kft., Bp., 1941
- Alex H. Ash: Az oregoni örökös. Regény; Rozs Kálmán, Budapest, 1941
- Alex H. Ash: Max King, a farkas. Regény; Rozs Kálmán, Budapest, 1941
- Alex H. Ash: A szoknyás bandita. Regény; Rozs Kálmán, Budapest, 1941
- H. Alex Ash: Hajnali támadás; Aurora, Budapest, 1941
- Alex H. Ash: Arizonai orvos; Aurora, Budapest, 1941
- Alex H. Ash: Az oregoni cowboy. Regény; Fény könyvkiadó, Budapest, 1941
- Tízezer pengő. Regény; Rubletzky, Budapest, 1942 (Budapesti regények)
- Alex H. Ash: Láthatatlan ezredes. Regény; Hungária Ny., Budapest, 1942 (Aurora zsebregények)
- H. Ash Alex: Az elszánt brigád; Budapest Radics Ny., Budapest, 1942 (Hetvenhetes Unio regény)
- Anthony Aldan: A kétarcú cowboy. Regény; Légrády Testvérek, Budapest, 1942 (Pesti Hírlap könyvek 726.)
- Alex H. Ash: Az éjféli expressz; Aurora, Budapest, 1942
- H. Alex Ash: Miszter csavargó; Sas, Budapest, 1942
- H. Alex Ash: A haláldandár; Sas, Budapest, 1942
- Jim farmot szerez. Regény; Általános Ny., Budapest, 1942 (Friss Újság Színes Regénytára)
- Leánysors; Király, Budapest, 1943 (Király regény)
- A királyné útja; Hungária Ny., Budapest, 1943 (Kis Újság könyvesháza)
- Milliós gyémántcsalás; Könyv-, Színpadi, Zenemű- és Lapterjesztő Vállalat, Budapest, 1943 (Modern regény)
- Ártatlan vagyok; Áchim, Budapest, 1943 (Százezrek könyve)
- Senki kutyája. Regény; Rubletzky, Budapest, 1943 (Budapesti regények)
- Majd csak lesz valahogy!; Sík, Budapest, 1943
- Minden külön értesítés helyett; Sík, Budapest, 1943
- A préda nyomában; Sík, Budapest, 1943
- A temesi sas. Regény; Soóky Margit Könyvkiadó Vállalat, Budapest, 1943
- Bory Anna nagy szerelme; Dóczy, Budapest, 1943
- Pejkó; Sík, Budapest, 1943
- Az acél dala; Athenaeum, Budapest, 1945
- A 98-ik hosszúsági fok alatt; Szikra, Budapest, 1948 (Forintos regény. B sorozat)
- Az athéni pribékek; Hungária Ny., Budapest, 1948 (Forintos regény)
- Farkasok a viharban; Szikra, Budapest, 1948 (Forintos regény)
- Ellenség a Martinban; Ifjúsági, Budapest, 1951
- Az acél dala; Szépirodalmi, Budapest, 1955
- Volt egyszer egy házunk; Magvető, Budapest, 1957
- Éjszakában. Regény; bev. Benedek Marcell, Erdős László; Magvető, Budapest, 1959
- Budapest, VII., Szövetség utca 17/b. Regény; Szépirodalmi, Budapest, 1968 [szociográfia]

## Díjai, elismerései
- Munka Érdemrend ezüst fokozata (1966)